# Aline Trede
Pour les articles homonymes, voir Trede.
Aline Trede née le 26 août 1983 à Berne (originaire de Bâle, binationale germano-suisse), est une personnalité politique suisse, membre des Verts. 
Elle est députée du canton de Berne au Conseil national de 2013 à 2015, puis à partir de 2018.

## Biographie
Aline Trede naît le 26 août 1983 à Berne. Elle est originaire de Bâle et possède également la nationalité allemande.
Elle obtient sa maturité au gymnase de Kirchenfeld, puis étudie les sciences de l'environnement à l'EPFZ[réf. souhaitée].
Elle travaille comme responsable de campagnes à l'Association transports et environnement (ATE) jusqu'à fin 2012[réf. souhaitée].
Mariée et mère d'un enfant[réf. souhaitée], elle vit à Berne.

## Parcours politique
Aline Trede appartient de 2009 à 2012 à l'Alliance verte et sociale bernoise du Conseil de ville de Berne[réf. souhaitée]. Elle a été présidente de l'Association pour des véhicules plus respectueux des personnes et membre du comité directeur de l'initiative populaire du même nom[réf. souhaitée]. Elle a également été présidente des Jeunes Verts[réf. souhaitée] et vice-présidente des Verts Suisse d'avril 2008 à avril 2012.
Aline Trede a repris, le 4 mars 2013 le siège au Conseil national de sa collègue de parti Franziska Teuscher, à la suite du retrait de cette dernière. En 2013, elle a perdu le siège de présidente de l'Association transports et environnement au profit de la conseillère nationale Evi Allemann (PSS).
En 2018, à la suite de la démission de Christine Häsler, élue au Conseil d'État bernois, elle accède à nouveau au Conseil national. Elle est réélue en octobre 2023.
Elle est désignée présidente du groupe des Verts au Parlement le 29 mai 2020. Elle succède à Balthasar Glättli.